# Watani: My Homeland
Pour plus de détails, voir Fiche technique et Distribution.
Watani: My Homeland est un film allemand réalisé par Marcel Mettelsiefen, sorti en 2016. Une version de 40 minutes a également été diffusée et a été nommée pour l'Oscar du meilleur court métrage documentaire.

## Synopsis
Le film suit une famille qui fuit la guerre civile syrienne et vit en Allemagne.

## Fiche technique
- Titre : Watani: My Homeland
- Réalisation : Marcel Mettelsiefen
- Musique : Andrew Phillips
- Photographie : Marcel Mettelsiefen
- Montage : Nicholas Bays et Stephen Ellis
- Production : Stephen Ellis
- Société de production : ITN Productions et RYOT Films
- Pays :  Royaume-Uni,  Allemagne et Modèle:Syria
- Genre : Documentaire
- Durée : 76 minutes
- Dates de sortie : 
  -  États-Unis : 12 avril 2016

## Distinctions
Le film a été nommé à l'Oscar du meilleur court métrage documentaire.